# Tacx Pro Classic
Tacx Pro Classic é uma competição de ciclismo dos Países Baixos disputada na província de Zeeland.
Foi criada em 2008 como resultado da fusão da OZ Wielerweekend e o Delta Profronde fazendo parte do UCI Europe Tour em categoria 2.1 e foi vencida em 2008 pelo australiano Christopher Sutton. Em 2012, a corrida foi renomeada como Ronde van Zeeland Seaports passando a ser uma corrida de um dia sobre 205 km de percurso, mas mantendo a categoria (1.1). Em 2017, a corrida mudou de novo o seu nome a Tacx Pro Classic.

## Palmarés
| Ano                                        | Vencedor                    | Segundo             | Terceiro            |           |
| ------------------------------------------ | --------------------------- | ------------------- | ------------------- | --------- |
| Delta Tour Zeeland                         |                             |                     |                     |           |
| 2008                                       | Christopher Sutton          | Robert Wagner       | Jeremy Hunt         |           |
| 2009                                       | Tyler Farrar                | Alessandro Petacchi | Robert Wagner       |           |
| 2010                                       | Tyler Farrar                | Jos van Emden       | Graeme Brown        |           |
| 2011                                       | Marcel Kittel               | Theo Bos            | Jos van Emden       |           |
| Ronde van Zeeland Seaports                 |                             |                     |                     |           |
| 2012                                       | Reinardt Janse van Rensburg | Lars Boom           | Gijs Van Hoecke     |           |
| 2013                                       | André Greipel               | Ramon Sinkeldam     | Kenny van Hummel    |           |
| 2014                                       | Theo Bos                    | Ramon Sinkeldam     | Michael Van Staeyen |           |
| 2015                                       | Iljo Keisse                 | Niki Terpstra       | Łukasz Wiśniowski   |           |
| 2016 edição não realizada Tacx Pro Classic |                             |                     |                     |           |
| 2017                                       | Timo Roosen                 | Taco van der Hoorn  | Dylan Groenewegen   |           |
| 2018                                       | Peter Schulting             | Dries De Bondt      | Jérôme Baugnies     |           |
| 2019                                       | Dylan Groenewegen           | Elia Viviani        | Arvid de Kleijn     |           |
| 2020                                       | cancelado                   | cancelado           | cancelado           | cancelado |
| 2021                                       | cancelado                   | cancelado           | cancelado           | cancelado |

## Palmarés por países
| País           | Vitórias |
| -------------- | -------- |
| Países Baixos  | 4        |
| Estados Unidos | 2        |
| Alemanha       | 2        |
| Austrália      | 1        |
| África do Sul  | 1        |
| Bélgica        | 1        |